# Sigurd Lavard
Sigurd Sverresson Lavard  (vieux-norrois Sigurð lávarðr, c'est-à-dire  Seigneur et qui signifiait sans doute  Prince héritier ; voir  l’anglo-saxon :  hlaford, Lord),(† 1200). Prince royal norvégien, fils aîné du roi Sverre de Norvège.

## Origine
Selon Saxo Grammaticus, Sigurd  serait né alors que Sverre vivait encore dans les îles Féroé et il aurait  reçu le nom d’Unås qui est celui que portait le père officiel de  Sverre.Plus tard, quand lorsqu’en 1177 Sverre prétend  être le fils du roi Sigurd Munn  il change le nom de son fils en conséquence et le rebaptise du nom royal de « Sigurd »  La mère de Sigurd Lavard est sans doute l’ « épouse toujours vivante du prêtre Sverre  »  évoquée par le légat du Pape  en Norvège en 1193 après le remariage du roi avec Margaret de Suède consécutif à la disparition de son  épouse officielle Astrid

## Biographie
Sigurd  Lavard est mentionnée la première fois dans la « Sverris saga » en novembre 1181 lorsque le roi Magnus V de Norvège reprend la ville de Nidaros aux partisans de Sverre.  À cette occasion Gudlaug Vale son  « Père adoptif  »   qui avait  refusé de fournir des informations sur le trésor de Sverre et l’endroit où se cachait le  garçon  est torturé et mis à mort.
Après la défaite et la mort du  roi Magnus V de Norvège  lors de la Bataille de Fimreite  en 1184 ses anciens partisans regroupés autour de l’archevêque de Nidaros Erik Ivarrsson créent un nouveau patri les « Baglers  ».
Sigurd Lavard joue ensuite un rôle dans les armées de son père à partir de 1190. La première rencontre entre les forces de Sverre et le Baglers a eu lieu le long de la côte de Ranrike en 1196.  le Roi Sverre  confie à son fils aîné et à Eilif Raudi la responsabilité de surveiller une catapulte qu'il avait fait construire. Toutefois, pendant la nuit, le Baglers lancent une attaque surprise. Sigurd et ses hommes sont pris au dépourvu et s’enfuient et la catapulte est détruite. Sverre  reproche vivement à son fils sa conduite. Après cet épisode malheureux  Sigurd  semble être demeuré en retrait. Il intervient une dernière fois avec son frère Håkon  lors de la bataille d’Oslo en juin 1200 .
Sigurd Lavard meurt en 1200 dans des circonstances inconnues.

## Postérité
D’une concubine  inconnue Sigurd Lavard  laisse derrière lui un jeune fils Guttorm Sigurdsson qui sera roi pendant quelques mois en 1204.

## Sources
- (no) Narve Bjørgo, « Sigurd Sverresson Lavard », Norsk biografisk leksikon, consulté le 5 octobre 2013.
- (en) Karl Jónsson et ses continuateurs « Sverissaga » La Saga du roi Sverre de Norvège Traduction anglaise de J. Stephton Londres (1899).
- Karl Jónsson La Saga de Sverrir, Roi de Norvège: traduite, annotée et présentée par Torfi H. Tulinius. « Collection Les classiques du Nord ». Les Belles Lettres. Paris 2010  (ISBN 2251071148)